# Djurgårdens IF herrfotboll 1927/1928
Djurgårdens IF Fotboll säsongen 1927/1928 var lagets första i Allsvenskan
Djurgårdens hemmamatcher spelades på Stockholms Stadion och även på Tranebergs IP. Säsongens två allsvenska matcher på Tranebergs IP blev de enda genom historien för Djurgården. Djurgården slutade näst sist i tabellen och blev därför nedflyttade en division till den följande säsongen.

## Spelartrupp 1927/1928
Ett antal av spelarna ur truppen under säsongen var:
- Bertil Andersson
- Ivar Andersson
- Gösta Andersson
- Karl Andersson
- Rikard Andersson
- Sune Andersson
- Birger Danielsson
- Georg Emke
- Martin Fredriksson
- Gunnar Galin
- Helge Hagberg
- Algot Haglund
- Erik Lindbom
- Ivan Nyhlén
- Hugo Söderström

## Matcher 1927/1928
Allsvenskan 1927/1928 spelades enligt höst/vår-säsong med 12 lag där varje lag hade dubbelmöten med de 11 övriga lagen vilket summerar antalet omgångar till 22.
Tabellrad för DIF säsongen 1927/1928:
- 22 4 6 12 43-66 (-23) 14p

| Datum             | Arena             | Motstånd        | Resultat | Tävling | TV  | DIF-målskyttar | Publiksiffra |
| ----------------- | ----------------- | --------------- | -------- | ------- | --- | -------------- | ------------ |
| 31 juli 1927      | Stadion           | Stattena IF     | 3–2      | Allsv.  | Nej |                | 5 971        |
| 7 augusti 1927    | Olympia           | Stattena IF     | 1–3      | Allsv.  | Nej |                | 3 849        |
| 10 augusti 1927   | Stadion           | AIK             | 1–2      | Allsv.  | Nej |                | 6 667        |
| 14 augusti 1927   | Stadion           | IFK Göteborg    | 1–4      | Allsv.  | Nej | Sune Andersson | 6 209        |
| 21 augusti 1927   | Slottskogsvallen  | GAIS            | 2–1      | Allsv.  | Nej |                | 4 550        |
| 28 augusti 1927   | Tranebergs IP     | IFK Eskilstuna  | 4–1      | Allsv.  | Nej |                | 2 967        |
| 11 september 1927 | Slottsskogsvallen | Örgryte IS      | 1–4      | Allsv.  | Nej |                | 7 322        |
| 18 september 1927 | Tranebergs IP     | IFK Norrköping  | 3–3      | Allsv.  | Nej |                | 3 060        |
| 25 september 1927 | Tunavallen        | IFK Eskilstuna  | 1–4      | Allsv.  | Nej |                | 2 737        |
| 2 oktober 1927    | Stadion           | IF Elfsborg     | 2–2      | Allsv.  | Nej |                | 7 110        |
| 16 oktober 1927   | Stadion           | GAIS            | 1–2      | Allsv.  | Nej |                | 6 210        |
| 23 oktober 1927   | Stadion           | Helsingborgs IF | 1–9      | Allsv.  | Nej |                | 9 075        |
| 30 oktober 1927   | Idrottsparken     | IFK Norrköping  | 3–3      | Allsv.  | Nej |                | 2 712        |
| 15 april 1928     | Landskrona IP     | Landskrona BoIS | 1–4      | Allsv.  | Nej |                | ?            |
| 22 april 1928     | Idrottsparken     | IK Sleipner     | 1–4      | Allsv.  | Nej |                | 3 363        |
| 29 april 1928     | Stadion           | Landskrona BoIS | 7–0      | Allsv.  | Nej |                | 6 645        |
| 6 maj 1928        | Stadion           | Örgryte IS      | 2–2      | Allsv.  | Nej |                | 12 202       |
| 9 maj 1928        | Stadion           | AIK             | 3–3      | Allsv.  | Nej |                | 7 913        |
| 13 maj 1928       | Gamla Ullevi      | IFK Göteborg    | 0–3      | Allsv.  | Nej |                | 7 719        |
| 17 maj 1928       | Idrottsplatsen    | IF Elfsborg     | 1–3      | Allsv.  | Nej |                | 3 239        |
| 28 maj 1928       | Olympia           | Helsingborgs IF | 2–5      | Allsv.  | Nej |                | 3 868        |
| 3 juni 1928       | Stadion           | IK Sleipner     | 2–2      | Allsv.  | Nej |                | 6 941        |

### Webbkällor
- Matcher 1927 (dif.se)[död länk]
- Matcher 1928 (dif.se)[död länk]